# Pochwiak brązowopochwowy

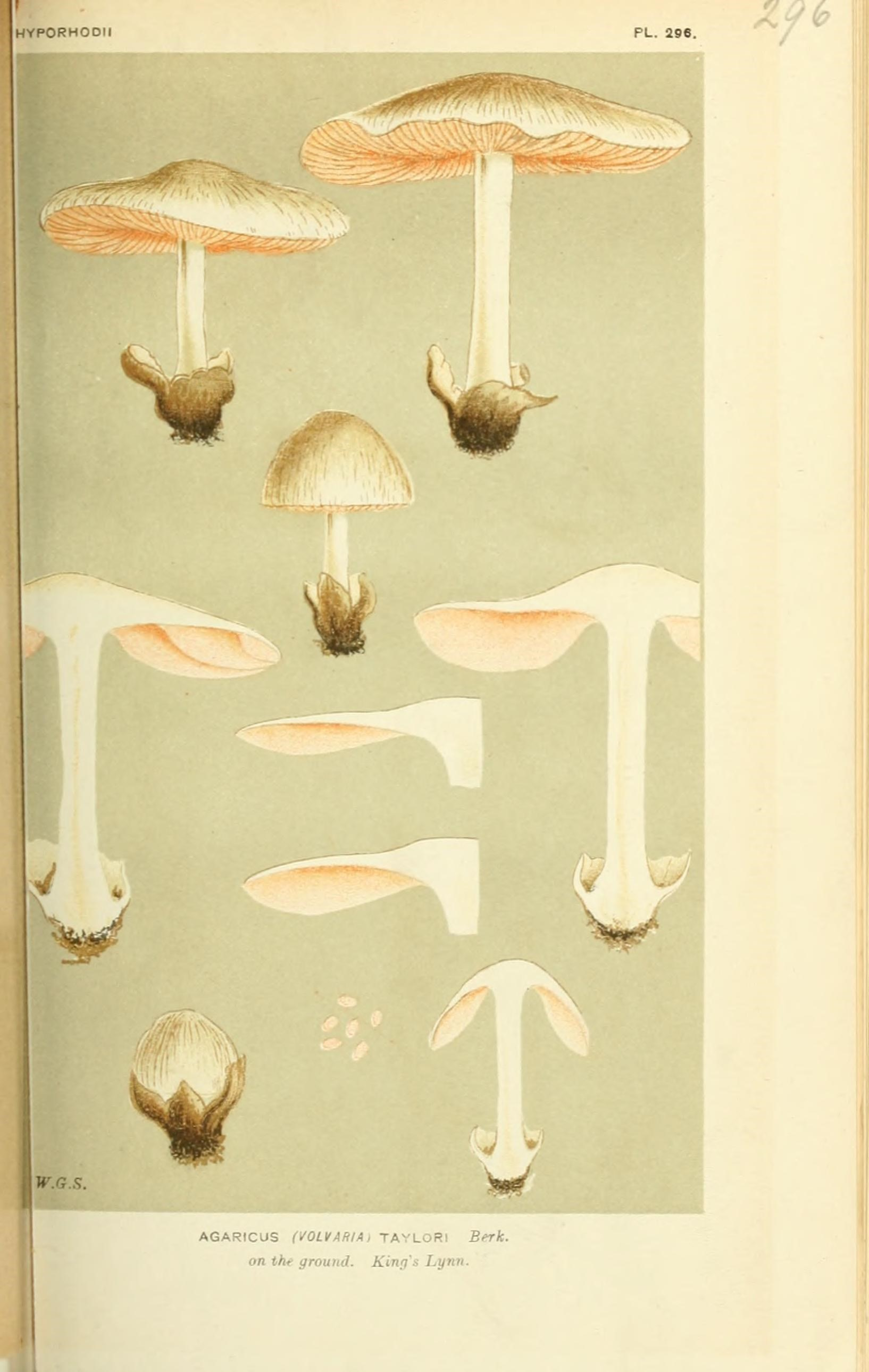

Pochwiak brązowopochwowy (Volvariella taylorii (Berk. & Broome) Singer) – gatunek grzybów z rodziny łuskowcowatych (Pluteaceae).

## Systematyka i nazewnictwo
Pozycja w klasyfikacji według Index Fungorum: Volvariella, Pluteaceae, Agaricales, Agaricomycetidae, Agaricomycetes, Agaricomycotina, Basidiomycota, Fungi.
Po raz pierwszy opisali go w 1854 r. Miles Joseph Berkeley i Christopher Edmund Broome, nadając mu nazwę Agaricus taylorii. Obecną nazwę nadał mu w 1949 r. Rolf Singer. Niektóre inne synonimy:
- Volvariella murinella var. umbonata (J.E. Lange) Wichanský 1967
- Volvariella pusilla var. taylorii (Berk. & Broome) Boekhout 1986

Polską nazwę zaproponował Władysław Wojewoda w 2003 r.

## Morfologia
Kapelusz
O średnicy 3–6 cm, początkowo wypukły, potem szeroko wypukły. Powierzchnia sucha, drobno promieniście owłosiona o barwie od szarawobrązowej do brązowawoszarej. Brzeg czasami pękający z wiekiem.
Blaszki
Wolne, gęste z licznymi blaszeczkami, początkowo białawe, w miarę dojrzewania stają się różowe do brązowawo-różowych.
Trzon
Wysokość 3,5–5,5 cm, grubość 0,7–1,3 cm; zwężający się stopniowo do wierzchołka; z lekko napęczniałą podstawą lub małą bulewą. Powierzchnia początkowo bardzo drobno owłosiona w pobliżu wierzchołka, ale wkrótce także w innych miejscach, biaława, przebarwiająca się na brązowawa. Pochwa gruba, biaława do szarej lub brązowawa, workowata.
Miąższ
Biały, nie zmieniający barwy po uszkodzeniu, o słabym smaku i zapachu rzodkiewki.
Wysyp zarodników
Brązoworóżowy.
Cechy mikroskopowe
Zarodniki 6–8 × 4–5 µm, elipsoidalne, grubościenne, w KOH o barwie od szklistej do żółtawej, w odczynniku Melzera nieamyloidalne. Cheilocystydy i pleurocystydy jeśli występują, mają wymiary 30–50 × 7,5–12,5 µm, są butelkowate, cienkościenne, gładkie, w KOH szkliste. Skórka kapelusza zbudowana cylindrycznych, septowanych, gładkościennych lub lekko inkrustowanych strzępek o zaokrąglonych wierzchołkach, średnicy 5-15 µm, w KOH bezbarwnych do brązowawych. Brak sprzążek.

## Występowanie i siedlisko
Podano stanowiska w Europie, Ameryce Północnej, Środkowej i Południowej, Azji i Australii. W Polsce Władysław Wojewoda w 2003 r. przytoczył 4 stanowiska, w późniejszych latach podano następne.
Naziemny saprotrof występujący w lasach, na drogach i przy drogach. na ziemi bogatej w resztki drzewne.